# Chance Chancellor
Pour les articles homonymes, voir Chancellor (homonymie).
Phillip « Chance » Chancellor (né Phillip Chancellor IV) est un personnage du feuilleton télévisé Les Feux de l'amour. Il est interprété par John Driscoll de 2009 à 2010 et occasionnellement en 2011. Donny Boaz interprète le rôle de Chance Chancellor de 2019 à février 2021. Conner Floyd reprend le rôle de Chance de novembre 2021 à juillet 2025, jusqu’au décès du personnage.

## Interprètes
L'enfant Phillip IV a été interprété par :
- Andrew Clark Rogers (en 1988)
- Chuckie et Kenny Gravino (de 1988 à 1989)
- Shaun et Scott Markley (de 1991 à 1993)
- Thomas Dekker(en 1993)
- Courtland Mead (de 1993 à 1995)
- Alex D. Linz (en 1995)
- Nicholas Pappone (de 1996 à 1999)
- Penn Badgley (de 2000 au 28 mai 2001)

## Histoire
En 2009, Phillip IV revient en adoptant comme surnom James « Chance » diminutif de Chancellor, il est interprété par :
- John Driscoll (du 16 juillet 2009 au 20 septembre 2010 puis du 4 février 2011 au 9 novembre 2011)
- Donny Boaz (du 8 novembre 2019 au 1er février 2021)
- Justin Gaston (remplacement en novembre 2020)
- Connor Floyd (depuis le 29 novembre 2021)

### L'enfance de Phillip IV
- Phillip Chancellor IV est le fils de l'héritier de la fortune Chancellor, Phillip Chancellor III et de Nina Webster. Après la mort de Phillip III, Nina se marie avec Ryan McNeil ; Phillip IV le considère comme son père et sera très affecté quand Ryan quittera Nina pour Tricia Dennison ; il gardera quand même contact avec Ryan. Ryan quittera Tricia pour se marier avec Victoria Newman mais sera assassiné par Tricia le jour de son mariage. Phillip IV et Nina quitteront alors la ville pour Los Angeles.
- En novembre 2008, alors que Nina revient pour quelque temps à Genoa City, on apprend que Phillip IV est soldat sur le front de la Guerre d'Irak.

### Du retour de «Chance» à sa «mort»
- En juillet 2009, Phillip, qui adopte comme surnom « Chance », revient à Genoa peu de temps après sa mère Nina. À son arrivée, il apprend que son père, Phillip III n'est pas mort et qu'il s'est créé une fausse identité pour pouvoir vivre son homosexualité ; au début Chance en voudra à son père mais avec le temps, il lui pardonne.
- Chance (James) entame une relation avec Chloe Mitchell fraîchement séparée de William Abbott. Il se fait engager comme inspecteur de police à Genoa.
- Il se fait poignarder par un certain Diggs, mais réussit à s'en sortir. Plus tard, Diggs lui donne rendez-vous dans un endroit sombre pour lui dire qu'il a des informations à lui communiquer. Arrivé au rendez-vous, Chance entend du bruit mais ne voit pas Diggs et se fait assommer. À son réveil, la police est là avec Heather et le procureur Pomerantz. De plus, il trouve de la drogue dans les poches de sa veste. Quelques semaines plus tard, on lui annonce que Diggs est mort et Chance se demande quelles étaient les infos qu'il voulait lui dire.
- Mi-2010, il enquête sur la « mort » d'Adam. Il sauve Heather de sa voiture piégée et devient son garde du corps. Chloé le demande en mariage et il accepte. Le 25 juin, Le procureur Pomerantz nomme un nouvel équipier pour épauler Chance : le détective Ronan Malloy qui s'avère être contre lui en réalité. Peu de temps après, Chance et Heather comprennent qu'il y a un trafic de drogue en prison auxquels sont mêlés certains policiers corrompus.
- Le 15 juillet (épisodes diffusés en France les 11 et 13 février 2014 sur TF1), Chance et Heather couchent ensemble. Juste après, Heather appelle Pomerantz pour lui faire part de ses doutes envers Ronan. Elle pense que c'est l'un des policiers corrompus. Mais ils se rendent compte que Ronan a placé un mouchard dans l'appartement, ce qui lui a permis d'entendre certaines de leurs intentions, de leurs pensées quant à l'enquête et malheureusement leurs ébats. Pour confondre Ronan aux yeux de leurs supérieurs, Heather et Chance décident de le piéger en prétextant qu'ils vont parler de l'affaire dans le magazine de William, dans l'appartement d'Heather pour que Ronan l'entende. Effectivement, Ronan vient au rendez-vous pour les empêcher de parler mais accompagné de leur supérieur, Sid Meeks. Ronan réussit à faire croire qu'il voulait empêcher Chance de parler d'éléments confidentiels dans le magazine de son oncle. Chance est donc destitué de l'enquête. Il menace Ronan mais celui-ci lui fait comprendre qu'il le tient avec son aventure avec Heather.
- Bien qu'il ne soit plus sur l'enquête, Chance continue d'enquêter. Mais il se fait une nouvelle fois piéger lorsque quelqu'un place de la drogue dans sa voiture. Il se fait arrêter pour possession de drogue et avec Heather, il accuse Ronan de l'avoir piégé devant Sid. Cependant, Ronan balance sa liaison avec Heather et Chance se retrouve suspendu. Plus tard, il avoue à Chloé qu'il l'a trompé avec elle. Furieuse, elle le quitte et confronte Heather.
- Début août 2010, Chance se fait arrêter pour possession de drogue et décide d'avouer les faits pour s'infiltrer en prison et découvrir l'identité des policiers corrompus. Rapidement, il s'aperçoit qu'il est sur la bonne voie car il réussit à obtenir de la drogue. Il la confie à Heather et celle-ci la donne à Ronan qui se trouve être en fait un policier infiltré qui enquête aussi sur ce trafic de drogue. Mais Chance ne le sait pas.
- Le 12 aout, Heather réussit à le sortir de prison mais avant qu'il sorte, il manque de se faire tuer dans sa cellule à la suite d'une explosion. Nina est effrayée à l'idée qu'elle a failli perdre son deuxième fils le jour de l'anniversaire de son premier, enlevé à la naissance.
- Chance réussit à piéger les policiers corrompus derrière le Jimmy's en prétextant qu'il ira parler de l'affaire aux journalistes. Il attend, caché, dans sa voiture afin de voir quels policiers se présentent au rendez-vous. Il voit alors Ronan et l'inspecteur Meeks armés, prêts à le tuer. Il en déduit que ce sont deux des autres policiers corrompus. Il a dit ce qu'il comptait faire à Chloé donc il pense qu'elle a prévenu Ronan. Aussi, Ronan lui apprend qu'il a couché avec Chloé donc ils sont sur le point de se battre au Néon Ecarlate mais Nina les sépare. Il se rend chez Chloé pour avoir des explications et celle-ci finit pas lui avouer que Ronan est son frère. Chance n'y croit pas et décide de confronter Ronan qui lui apprend que c'est la stricte vérité.
- Le 9 septembre 2010 (épisode diffusé en France le 25 mars 2014 sur TF1), jour du mariage mouvementé de William et Victoria, Chance se rend au rendez-vous décisif de son enquête où il va enfin voir les policiers impliqués dans l'affaire de drogue. Au cas où les choses tourneraient mal, il décide de passer du temps avec tous ceux qu'il l'aime et Chloé et Heather le remarquent. Chacune le supplie de ne pas aller à ce rendez-vous mais il décide d'y aller quand même. Chance, armé, débarque sur le lieu du rendez-vous et découvre que les policiers corrompus sont le procureur Pomerantz et l'inspecteur Meeks. Il les menace de son arme quand soudain Ronan apparait derrière lui et pointe son arme sur lui. Les deux frères se font face et Ronan tire sur Chance lorsqu'au même moment Paul et Nina (qu'Heather a averti afin qu'ils trouvent Ronan avec son téléphone portable) arrivent sur le lieu de rendez-vous. Les urgentistes arrivent très rapidement et déclarent que Chance est mort. Nina voit donc son fils tué par son autre fils, celui qu'elle a toujours recherché.
- Le 17 septembre 2010 (épisode diffusé en France le 28 mars 2014 sur TF1), lors des funérailles de Chance, Christine et Ronan apparaissent et arrêtent Owen et Meeks pour trafic de drogue car apparemment, Chance portait un micro sur lui qui a enregistré tout ce qu'il s'est passé avant qu'il se fasse tirer dessus. Après la cérémonie, Christine supplie Nina, qui ne veut plus lui parler, et Phillip III de la suivre parce qu'elle a quelque chose de très important à leur dire. Ils finissent par accepter et un chauffeur les dépose dans un coin paumé. Là, Christine et Ronan arrivent en même temps et Nina décide de s'en aller. Mais Chance, bien en vie, apparaît et appelle sa mère afin qu'elle reste. Après leurs retrouvailles, Chance explique à ses parents que Ronan et lui ont monté sa mort car il risquait réellement de mourir par rapport aux informations qu'il savait sur les policiers corrompus, qu'il est placé sous le programme de protection des témoins car le réseau n'est pas encore descellé et qu'il ne faut surtout pas qu'ils disent qu'il est toujours vivant.
- Cependant, Christine décide de dire la vérité à Katherine, très affectée par la « mort » de Chance. Nina l'en remercie.

### Genoa sans Chance
- Après la mort de Chance, Ronan s'en va de Genoa mais y revient aussitôt et est nommé Inspecteur. Chloé est au plus bas mais reçoit le soutien indéfectible de Kevin, amoureux d'elle en secret. Phillip repart en Australie, Nina et Christine cachent au mieux la vérité sur Chance aux autres. Jill reçoit le soutien de sa nouvelle demi-sœur Lauren et Heather, aussi très affectée, se consacre uniquement au travail pour oublier sa peine et décide de se lancer dans une carrière politique. Elle travaille donc avec Ronan, qu'elle tient pour unique responsable de la mort de Chance. Cependant, elle est obligée de tirer une croix sur cette carrière politique quand William Abbott révèle des informations compromettantes sur elle dans son magazine. De plus, elle finit par se faire licencier.
- Ronan s'avère être un grand solitaire, alors Heather décide de le pousser à se rapprocher de Nina, qui a déjà perdu un fils mais qui vient de le retrouver. Il va alors fêter Thanksgiving avec elle chez les Chancellor par exemple, mais toujours avoir une certaine distance avec elle. Aussi, Heather constate qu'il a comme des pertes d'équilibre parfois et qu'il prend des médicaments sans que personne le sache. Elle finit par découvrir qu'il est malade et lui apporte tout son soutien. Ils entament une relation mais de nature curieuse, Heather ne cesse de se mêler de la vie de Ronan et bientôt, elle découvre que Ronan est atteint d'une grave maladie héréditaire et qu'il a besoin d'une greffe de foie de toute urgence sinon il mourra. Son comportement provoquera de nombreuses disputes avec Ronan et celui-ci lui demande de ne pas en parler à Nina. Mais Heather lui en parle quand même et celle-ci en parle à Christine, pensant qu'elle était déjà au courant. Nina et Heather font le test pour savoir si elles sont compatibles, il s'avère que non. À ce moment-là, Heather fait avouer à Ronan que Chance est toujours vivant. Nina et Heather pense alors que Chance devrait faire le test mais Christine et Ronan refusent de lui faire prendre le moindre risque. Néanmoins, Nina réussit à forcer la main de Christine qui en parle à Chance. Celui-ci effectue le test qui s'avère être positif. Il décide immédiatement de sortir du programme de protection des témoins afin de donner une partie de son foie à son demi-frère.

### Du retour d'entre les morts au départ de Chance
- Le 4 février 2011 au manoir Chancellor (épisode diffusé en France début aout sur TF1), Nina tente de réconforter Jill, anéantie par la mort de Cane la veille. Jill refuse de l'écouter et monte dans sa chambre alors que Nina lui dit de ne pas monter. Seulement en ouvrant la porte, elle voit un homme portant un gros manteau de dos. Elle lui demande qui il est, il se retourne et elle reconnaît Chance. Sous le choc et folle de joie, elle l'enlace. Chance et Nina lui expliquent pourquoi ils ont dû faire croire à tous qu'il était mort. Elle comprend. Christine organise l'entrée de Chance incognito à l'hôpital en plaçant plusieurs gardes. Nina, Phillip, Katherine, Murphy, Christine, Paul et Heather se réunissent à l'hôpital bientôt rejoints par Chloé qui se demande très vite pourquoi tout le monde va se retrouver à l'hôpital. Heather finit par lui révéler que Chance est en vie et qu'il va donner une partie de son foie à Ronan. Elle n'en revient pas. Avant l'opération, le docteur Nate Hastings, le fils d'Olivia, se présente à la famille et les informe qu'elle risque d'être longue puisqu'en fait il y en a 2. Finalement, l'opération de Chance se passe bien et après, il demande à voir Chloé. Ils discutent de plusieurs choses, mais pas de leur relation. L'opération de Ronan se finit après mais une fois finie, Ronan est transporté par hélicoptère par le FBI. Christine avoue ne pas être au courant de ce qu'il se passe. Elle contacte l'un de ses partenaires et reçoit alors la confirmation que c'est Ronan qui a demandé à partir directement après son opération. Nina ne peut pas le croire mais Chance ainsi que tous les autres se sentent trahis.
- Après l'opération, Christine autorise Chance à rentrer au manoir Chancellor mais elle demande à tous ceux qui savent que Chance est vivant de ne le dire à personne et à Chance de ne pas s'exposer. Chance et Chloé finissent par aborder un point sensible : leur relation. Chance lui avoue qu'il était très heureux avec elle, en espérant peut être qu'elle lui accorde une seconde chance, mais Chloé lui enlève tout espoir en lui disant qu'elle est désormais en couple avec Kevin. Ensuite, il a une conversation avec Heather qui lui en veut profondément de lui avoir fait croire qu'il était mort. Ils se disputent mais s'embrassent après et finissent par coucher ensemble.
- Quelque temps plus tard, le 15 mars, les Chancellor organisent une fête d'anniversaire surprise pour Chance avec la complicité d'Heather. Tout le monde est content jusqu'au moment où Chance leur annonce qu'il se pourrait qu'il retourne dans le programme de protection des témoins après le procès de Pomerantz. Et justement pendant la fête, le procureur vient annoncer à Chance que le procès commence là-même. Tout le monde se rend alors au tribunal. Heather s'absente pour aller chercher une boisson. Au moment de témoigner, Chance reçoit un message qui lui dit que s'il témoigne, sa petite-amie (en parlant d'Heather) est morte. Alors, Chance fait semblant d'avoir une faiblesse afin d'obtenir quelques minutes de pause. Il dit à Paul, Christine, Nina et Phillip que les acolytes de Pomerantz ont enlevé Heather. Paul, paniqué, tente de garder son calme et constate que le message a été envoyé depuis le portable d'Heather. Aussi, il se fournit une image filmée par l'une des caméras derrière le tribunal sur laquelle on voit Heather se faire enlever. Quant à Christine, elle contacte le FBI afin qu'il localise son portable. Pendant ce temps, Heather est séquestrée dans une cabane rempli d'animaux empaillés, ligotée et les yeux bandés, par un truand associé à Pomerantz, Angelo Veneziano. Elle essaye de se libérer les mains discrètement mais Angelo le voit et les serre d'autant plus fort en la menaçant de la tuer si elle lui refait un coup pareil. Au tribunal, Paul incite Chance à aller au bout de sa démarche. Alors, quand le procès reprend, Chance va jusqu'au bout de son témoignage et de cette manière scelle les destins de Pomerantz et de Meeks. Owen lui dit qu'il a condamné Heather, fait signe discrètement au policier présent dans le tribunal qui contacte Angelo. À la fin de l'appel, Angelo dit à Heather que Chance a témoigné et qu'il a donc provoqué sa mort. Mais il lui dit qu'il ne la tuera pas, lui qui ne fait pas de mal aux femmes, que quelqu'un d'autre le fera et l'abandonne. Un agent du FBI retrouve le van qui a servi à enlever Heather près d'une route. Paul et Chance, qui a avoué à tout le monde qu'il était amoureux d'Heather, vont la chercher. Craignant que quelqu'un vienne la tuer, Heather essaye de se libérer de ses liens et réussit. Elle ne peut pas s'enfuir car la porte est verrouillée. Alors, elle tente d'allumer la cheminée avec une allumette en utilisant du pétrole pour attirer l'attention des routiers mais le feu est tellement fort que c'est la maison qui prend feu. Heather se fait intoxiquer et s'évanouit. Paul et Chance, sur la route, voient la cabane en train de brûler et décident d'aller voir. Chance entre vivement dans la cabane en feu et réussit à sauver Heather. Paul est soulagé. Chance réanime Heather et en attendant que les secours arrivent, il lui dit qu'il l'aime.
- Après lui avoir fait sa déclaration, Chance propose à Heather d'aller dans le programme de protections des témoins avec lui. Heather se montre alors plus distante avec lui. Un jour, ils discutent et Heather lui avoue qu'elle ne l'aime pas assez pour laisser sa vie à Genoa derrière elle. Chance comprend, bien qu'il soit déçu. Quelque temps plus tard, en mai 2010, Chance informe sa mère qu'il s'est réengagé dans l'armée et part prochainement combattre au Moyen-Orient. Nina est bouleversée et accuse Heather de l'avoir poussé à prendre cette décision après avoir rompu avec lui. Très vite, les Chancellor apprennent la nouvelle ainsi que Paul et Heather. Quand Nina lui dit ça, Heather se sent alors coupable mais Chance lui dit qu'elle n'a rien à se reprocher et que sa décision est mûrement réfléchie. Le jour du Mémorial Day, Katherine organise une grande réception pour le départ de Chance. Nina, Phillip, Jill et elle-même ont le cœur brisé de voir Chance les quitter une nouvelle fois mais lèvent fièrement le drapeau américain au moment où il part.

### Une nouvelle visite de Chance
- En aout 2011, Nina revient en ville et annonce, très inquiète, aux Chancellor qu'elle n'a plus de nouvelles de Chance depuis quelques semaines. Tout le monde lui dit de ne pas s'inquiéter mais les jours passent et personne ne réussit à avoir des nouvelles de Chance. En contactant l'armée, Nina apprend que Chance a été affecté sur une mission secrète sans lui communiquer plus d'informations. Nina comprend alors pourquoi Chance ne lui envoie plus de mail mais elle reste tout de même très inquiète. À son inquiétude s'ajoute la colère quand elle voit Ronan de retour en ville pour enquêter sur la mort de Diane Jenkins. Elle est au départ heureuse de le revoir mais elle coupe les ponts, non sans mal, avec lui quand il refuse de lui expliquer pourquoi il est parti comme un voleur après son opération.
- En octobre 2011, Colin Atkinson, le père de Cane tente de tuer son ex-femme Geneviève et Gloria en faisant exploser la maison de Geneviève pour les empêcher de divulguer à la police ce qu'elles savent sur ses livres de compte. L'explosion a bien lieu sauf qu'à ce moment-là, c'est Lily qui est dans la maison mais Cane la sauve à temps. Ronan et les secours arrivent sur les lieux de l'accident très rapidement et c'est alors que Chance apparaît. Il informe Lily et Cane, puis sa famille, qu'il a été appelé par le département pour enquêter avec Ronan sur Colin Atkinson, qui tenait aussi un réseau de drogue au Moyen-Orient. Nina lui demande alors si Ronan lui a dit pourquoi il s'est enfui après son opération mais Chance lui dit que non et qu'il ne cherche plus à savoir pourquoi. Quelques jours plus tard, quand elle apprend son retour, Heather lui avoue qu'elle l'aime toujours et qu'elle souhaite reprendre leur relation mais Chance lui dit que ses sentiments ont changé et que tout est fini entre eux. Le cœur brisé, Heather se rend au bar de l'Athlétic Club et commence à boire. Là, Adam la voit et l'invite à boire avec lui en toute amitié. Très vite, Heather devient ivre et décide de rentrer. Mais Adam lui dit de ne pas prendre le volant et lui propose de monter dans sa chambre pour se reposer. Réticente au début, Heather finit par accepter. Pendant qu'elle s'absente aux toilettes, il appelle Ricky (le demi-frère d'Heather) et lui demande de venir en urgence. Au retour d'Heather, Adam l'embrasse langoureusement devant la porte de sa chambre puis à l'intérieur pendant que Ricky prend des photos d'eux, son but étant d'aider l'avocate de Sharon, Avery Clark, à prouver qu'il y a un vice de procédure pour faire libérer Sharon, accusé du meurtre de Skye Lockhart. Le 2 novembre 2011, une nouvelle audition dans le procès de Sharon a lieu. Dès le début de la séance, Avery dit au juge qu'elle a un nouvel élément à lui montrer, élément qui pourrait remettre en cause le procès. Mais au moment où elle s'apprête à lui montrer les photos, Ronan & Phyllis débarquent en disant détenir la preuve de l'innocence de Sharon et apportent au juge la carte mémoire tant recherchée. En effet, Ronan l'a retrouvé dans la rivière sous le pont du parc après avoir fait dragué l'eau dans le cadre de l'enquête sur le meurtre de Diane, dont le corps a justement été retrouvé là, et Phyllis qui rendait visite à Ronan au poste l'a reconnu. Après avoir entendu le dernier échange entre Sharon et Skye sur le volcan, le juge retire toutes les charges contre Sharon, y compris celle concernant son évasion considérant qu'elle l'a payé tout le temps qu'elle est restée en prison. Sharon n'en revient pas et est plus qu'heureuse. Elle remercie Phyllis en pleurs et celle-ci lui dit de se souvenir, à l'avenir, que c'est elle qui l'a sauvé et non Avery, tout en profitant pour prendre l'enveloppe contenant les photos d'Adam et Heather sans que personne la voie. Après la libération de Sharon, Phyllis les poste en ligne, ce qui provoque une tornade médiatique et contraint Heather à quitter Genoa.
- Quelques jours plus tard, le jour de la « journée des Vétérans », Chance apprend qu'il est engagé au Pentagone. Plus tard, Nina lui fait avouer que ce poste n'est que temporaire puisqu'il retourne au Moyen-Orient après.

### Le retour d'un nouveau Chance
- En juin 2019, on apprend que Chance à un lien avec Adam Newman, qui vient tout juste de revenir en ville après que Genoa le pensait mort. Phyllis le découvre et part confronter Adam, qui avoue qu'il est lié à Chance mais qu'il tient à garder ça secret. Victor découvre également le lien entre Adam et Chance lorsqu'ils étaient à Las Vegas puis Nick le découvre également. Il demande à Rey Rosales d'enquêter sur Chance. Rey découvre que Chance trempe dans du blanchiment d'argent et le rapporte à Nick, qui part voir Jill pour lui dévoiler la rumeur sur Chance et la connexion qu'il entretient avec Adam. En septembre, Chance est à nouveau mentionné par son avocate Amanda Sinclair lorsque le testament de Katherine est remis en question. En effet, le nouveau testament stipule que c'est Cane qui hérite de la fortune de Katherine et non Devon.

- Chance revient finalement en ville le 11 novembre 2019 (épisode diffusé le 22 septembre 2022 sur TF1). Il fait irruption dans la chambre de Cane et lui assène un coup de poing en l'accusant d'avoir escroqué Devon et son héritage. Cane est confus, le confronte sur sa disparition et lui raconte que selon son avocate Amanda Sinclair, c'est lui-même qui aurait contesté le testament de Devon. Chance annonce être au courant et lui dit qu'il n'a jamais contesté le testament de Devon ni engagé cette avocate. Il croit tout de même que Cane a falsifié l'héritage de Katherine pour avoir l'héritage qui revient à Devon. Cane lui confie que Jill pense qu'il y'a une faille dans le nouveau testament et qu'il pourrait s'agir d'une arnaque signée Colin. Chance reçoit ensuite un message lui disant qu'un certain Simon Blake, le criminel qu'ils recherchent depuis des mois est au Grand Phoenix, à l'endroit où est Chance. Il demande à son contact de ne pas le quitter des yeux et prend la suite d'Amanda comme QG de l'opération. Cette dernière finit par rencontrer Chance et est confuse d'apprendre ce qu'il a l'intention de faire dans sa chambre d'hôtel. Chance recommande a Cane, Amanda et Phyllis de ne pas bouger. Phyllis découvre l'opération de Chance et lui propose son aide, il refuse tout d'abord mais finit par accepter, n'ayant pas le choix. Avec l'aide du logiciel cybersécurité de Phyllis, Chance parvient à voir son suspect retenir quatre personnes en otage : Abby, Chelsea, Connor et Adam. Chance et Phyllis tentent de prendre contact avec Abby, étant la seule à avoir gardé son téléphone. Lorsque Abby a l'assurance que Phyllis et Chance les surveillent, ce dernier tente d'aller les sauver en passant par les conduits d'aération de l'hôtel. Chance intervient au moment où ça dégénère et finit par sauver les otages. Simon Blake est finalement arrêté par les fédéraux et est conduit en prison.

- Après l'épisode Simon Blake, Chance revient sur l'affaire de l'héritage de Devon en cherchant des informations auprès d'Amanda. Elle lui apprend qu'elle n'a jamais vu la personne qui se faisait passer pour Chance et que lorsqu'elle avait eu cette personne au téléphone, il paraissait plus vieux. Amanda pense même que l'affaire Simon Blake et le testament de Devon sont liées. Chance va ensuite voir Devon et lui justifie qu'il n'y est pour rien dans la contestation du testament ni pour avoir engagé Amanda Sinclair. Il apprend à Devon qu'il est peut-être victime d'une escroquerie. Devon est abasourdi et perdu. Il appelle Cane pour entendre sa version des faits. Ce dernier justifie ne pas avoir trafiqué le testament de Katherine pour parvenir à ses fins. Mais il oriente ses soupçons (et ceux de Jill) sur son père Colin, qui pourrait être derrière la falsification du testament. Cane leur apprend que Jill est déjà en route pour retrouver et confronter Colin sur son implication dans cette affaire. Cane reçoit ensuite un appel de Jill qui lui dit qu'elle a trouvé ou réside Colin : aux Maldives dans l'île de Kuredu. Chance décide de s'y rendre afin de l'arrêter. Il réussit à retrouver ou réside Colin et le confronte sur la possible falsification du testament de Katherine. Colin nie tout d'abord être mêlé à cette affaire puis admet qu'il a découvert que Tucker et David Sherman ont tous deux falsifiés le testament. Chance ne croit pas Colin et tente de lui faire avouer son crime bien que celui-ci se dédouane auprès de Jill. Lorsque Cane arrive et apprend qu'il est lui aussi victime d'une escroquerie, Colin oriente les spéculations de Chance sur Cane en l'accusant, celui-ci étant celui à qui l'héritage profiterait le plus. Jill choquée, demande à Cane des réponses. Chance également, qui ne croit pas que Cane soit blanc comme neige dans cette affaire. Cane leur justifie qu'il n'oserait jamais faire ça à Devon ni à quiconque mais justifie que son père en est capable. Lorsqu'ils demandent à Colin ou est l'argent, ce dernier dit avoir pris l'intégralité de la somme dans le compte de Cane et qu'il s'est payé des vacances aux Maldives grâce à cela. Il s'enfuit dans l'immédiat mais est très vite rattrapé par Cane et Chance qui le met en état d'arrestation. Chance rentre à Genoa et rapporte a Devon que Colin a été appréhendé et confirme la théorie d'Amanda qui disait que Colin et Simon Blake étaient liées (Simon Blake avait dénoncé Colin aux autorités peu après son arrestation). Cependant, il apprend que Colin a réussi à échapper aux autorités et qu'il est à nouveau en cavale.

- Chance décide de rester a Genoa de façon permanente et se rapproche d'Abby avec qu'il finit par se mettre en couple. Il souhaite arrêter de travailler sous couverture et est engagé par Abby comme chef de la sécurité du Grand Phoenix et par Nick pour le même poste pour Nouveau Départ ("New Hope" dans la version originale). D'un autre côté, Chance retrouve Adam avec qui il a noué des liens d'amitié à Las Vegas lorsqu'il était Spider lui rend visite afin de clarifier les choses à propos de ce qu’il s’est passé entre eux à Las Vegas. Phyllis suit Chance et le surprend chez Adam. Elle tente de leur soutirer des infos en jouant la carte de la mise en garde en parlant de potentiels dossiers sur eux mais ni l’un ni l’autre ne souhaitent divulguer quoi que ce soit. Adam finit même par mettre Phyllis a la porte. Lorsqu’ils se retrouvent seuls, Adam assure à Chance que Phyllis bluffe et qu’elle n’a rien de concret sur eux. Avec Chance, ils décident d’enterrer cette histoire et de ne plus jamais en reparler. Cependant, Phyllis ne lâche pas l'affaire et tente par tous les moyens de découvrir le secret des deux amis jusqu'à tenter de séduire Chance à plusieurs reprises pour obtenir ce qu'elle cherche. Mais Chance voit clair dans son jeu et change la conversation lorsque Phyllis parle de l'affaire Las Vegas. Un jour, Chance apprend que la femme a qui Adam paye des pots-de-vin a disparu et l'alerte dessus. Adam tente de s'assurer via son amie Riza que cette femme reçoit toujours ses paiements. Il apprend que la femme en question s'est tournée vers la police et décide de remédier à ce problème en se rendant à Las Vegas. Chance décide de l'accompagner. Sur place, ils sont rejoints par Riza qui leur briefe en leur disant que Brinks, la femme en question est en ville et qu’elle demande à continuer à recevoir uniquement l’argent de son mari. Adam décide de lui transférer 1 million de dollars afin de continuer à acheter son silence. Après le départ de Riza, Adam conseille à nouveau à Chance de fuir tant qu’il est encore temps et ce dernier tente de lui rappeler qu’il est autant impliqué que lui dans cette histoire. De là, on découvre l’histoire qui s’est déroulé à Vegas : un homme dangereux s’était embrouillé avec Chance et comptait le tuer, Adam est intervenu afin d’aider son ami et a fini par tuer involontairement cet homme lorsque la situation a commencé à dégénérer. Ils ont fait croire à la femme du défunt (Brinks) que celui-ci était entré dans un programme de protection des témoins jusqu’à ce qu’elle commence à soupçonner sa disparition et qu’elle aille voir la police. Conscient qu’il risquerait la prison si cette histoire venait à s’ébruiter malgré la légitime défense, Adam dit à Chance qu’il serait prêt à continuer à payer cette femme pour éviter que cette histoire s’ébruite. Ce qu’Adam et Chance ignoraient, c’est qu’ils étaient mis sur écoute par Phyllis qui est désormais au courant de toute l’histoire. Lorsque Chance rentre en ville, il apprend avec Abby que Chelsea abandonne son poste et cède finalement ses parts à Phyllis, Abby pense que Phyllis a un dossier contre Chelsea. Lorsqu'ils se retrouvent seuls, Chance demande à Phyllis ce qu'elle manigance et celle-ci lui apprend qu'elle est au courant de toute l'histoire sur Adam et Chance et qu'elle compte s'en servir pour s'emparer de la totalité du Grand Phoenix.

- Afin d'éviter d'aller en prison ou que cette affaire s'ébruite, Chance décide de récupérer l'enregistrement que détient Phyllis et en fait part a Adam. Lors de sa mission le soir de la tempête de neige a Genoa, il surprend Abby dans la chambre de Phyllis. Il décide de l'inclure dans la mission. Abby et Chance réussissent à récupérer la clé USB de Phyllis et a détruire par la même occasion son ordinateur portable. Le lendemain, Phyllis s'en aperçoit et suspecte immédiatement Abby et Chance. Elle leur fait comprendre indirectement qu'elle détient toujours l'enregistrement dans un coffre-fort. Chance et Abby décident de lui voler l'enregistrement en faisant passer cette dernière pour Phyllis, ce qu'ils réussissent avec brio.

- En septembre 2020, Chance retourne dans les forces de l'ordre de Genoa après avoir accepté l'offre de Paul, ce qui déplaît Abby. Ils reçoivent ensuite la visite d'Alyssa Montalvo (voir Adam Newman), une journaliste du Kansas qui cherche à enquêter sur l'affaire de l'homme disparu a Las Vegas, sans savoir précisément de quoi il s'agit. Chance nit savoir a quoi elle fait allusion et s'en va. Il cherche a joindre Adam mais remarque qu'il a soudainement disparu. Chance demande des infos a Chelsea qui refuse de lui en donner. Quelques jours plus tard, Chance croise a nouveau Alyssa et cherche à savoir ce qu'elle cherche sur l'affaire Vegas. Alyssa lui pose des questions notamment a propos d'Adam mais Chance reste vague. Il comprend rapidement que celle-ci a une dent contre lui et qu'elle cherche par tous les moyens a se venger d'Adam. Chance tente a nouveau de joindre Adam, qui ne répond toujours pas. Il finit par le retrouver dans un motel lui racontant la venue d'Alyssa et lui demande ce qu'il se passe voulant lui venir en aide mais Adam refuse. Chance comprend que la venue d'Alyssa et la fuite d'Adam sont liées a une seule et même affaire. Peu après, Sharon rejoint Adam et Chance pense qu'ils ont une aventure. Lorsqu'il se rend au penthouse d'Adam, il trouve Chelsea et Alyssa en pleine dispute. Il demande a Chelsea ce qu'il se passe. Elle finit par lui raconter ce qu'Adam a commis a l'âge de 11 ans (toujours voir Adam Newman). Chance comprend d'où viennent les réactions étranges d'Adam. Il comprend même pourquoi Sharon est présente lorsque Chelsea lui explique qu'elle est en réalité sa thérapeute (Chelsea apprend au même moment que Sharon était présente au motel avec Adam), en échange, Chance lui donne l'adresse du motel ou Adam réside et lui demande de faire en sorte de le convaincre de rentrer avec elle.

- Quelques jours plus tard en octobre 2020, William publie l’article a charge sur Adam, racontant les pires crimes qu’il a commis dont Las Vegas sans pour autant mentionner Chance directement mais en mentionnant le fait qu’il était de mèche avec un agent fédéral. Chance reproche a Adam le fait de ne pas avoir réussi à arrêter William. Peu après cet épisode, Adam décide de changer. Après s’être fait quitter par Chelsea, il informe a tout le monde le désir de changer, ce qui en inquiète plus d’un dont Chance, qui sent qu’il prépare quelque chose. Ce dernier reçoit un appel de Chelsea qui souhaite lui parler mais elle disparaît soudainement. Avec Chloe, ils pensent tous deux qu’Adam est mêlé a son soudain départ et Chance part l’interroger. Adam comprend que Chance le soupçonne et nie être impliqué. Néanmoins, Chance a du mal a le croire et le fait secrètement surveiller. Le 9 novembre 2020 (épisode diffusée le 23 mai 2023 sur TF1), Chance demande Abby en mariage, elle accepte de devenir sa femme. Juste après, Chance reçoit un appel de son homme qui lui informe qu’Adam est sorti de son appartement. Chance le suit jusqu’à un entrepôt ou il trouve Adam et le confronte a propos de Chelsea. Adam continue à nier être responsable puis s’en va, suivi par Chance qui continue a le questionner sur Chelsea. Adam lui informe qu’il n’a aucune nouvelle d’elle depuis qu’elle l’a quitté et qu’il se retrouve dès a présent tout seul, sans amis ni famille. Chance se retourne et remarque un tireur avec une arme pointé sur Adam. Voulant sauver son ami, Chance s’interpose et prend la balle a la place d’Adam. Ce dernier appelle ensuite une ambulance avec le téléphone de Chance puis prend la fuite. Rey arrive sur place un peu plus tard et demande a Chance ce qu’il s’est passé, ce dernier prononce le nom d’Adam avant de perdre connaissance.

- Chance est transporté d'urgence a l'hôpital et réussit a reprendre connaissance après son opération. Lorsqu'il apprend qu'Adam est suspecté d'avoir tiré sur lui, Chance appelle Rey et lui rapporte ce qu'il s'est réellement passé. Juste après, Chance fait une crise. Il finit malgré tout par se réveiller. Il reçoit la visite d'Adam, qui tient a s'excuser auprès de lui. Chance estime qu'ils sont désormais quittes et rompt leurs liens d'amitié. Il annonce a Abby vouloir se marier la semaine suivante et annoncent la nouvelle a Jill, Nina, Ashley, Victor et a leurs proches.

### Le mariage d'Abby et Chance: un bébé à tout prix
- Le 1er décembre 2020 à l'occasion du 12 000e épisode de la série, Abby et Chance se marient au manoir Chancellor en compagnie de leurs familles et amis (épisodes diffusées le 12 et 13 juin 2023 sur TF1). Rapidement, le couple souhaite avoir un enfant mais Abby constate qu'elle met du temps à tomber enceinte, ce qui la déprime. Abby décide d'aller consulter sa gynécologue, qui lui informe qu'elle ne pourra pas porter d'enfant a la suite de sa fausse couche survenue quelques années plus tôt (épisode diffusée le 27 juillet 2023 sur TF1). Abby et Chance sont dévastés et obtiennent le soutien de leurs proches. Victor appelle deux autres gynécologues dans l'espoir de réfuter le premier avis mais les deux autres avis sont les mêmes. Abby déprime davantage et s'éloigne de son mari un soir, ayant besoin de se retrouver seule. Elle revient le lendemain et décide de recourir a une autre solution avec Chance pour avoir un enfant. Elle suggère soit l'adoption, soit d'avoir recours a une mère porteuse. Ils optent finalement pour la seconde option.

- Abby et Chance sollicitent Mariah pour devenir leur mère porteuse et le lui font comprendre. Mariah est tout d'abord sceptique et n'apporte pas de réponse. Elle revient un peu plus tard et accepte le choix de devenir leur mère porteuse. Abby et Chance sont ravis. Ils font les tests pour savoir si Mariah pourra assumer une grossesse a terme, ce qui est le cas. Chance de son côté, réalise également un test, qui s'avère pour lui négatif, il apprend qu'il est temporairement stérile pour l'instant a cause de la balle qu'il a reçu quelques mois plus tôt. Il apprend la triste nouvelle a Abby puis disparaît soudainement à la suite d'un appel téléphonique. Abby dévastée par la nouvelle et par la disparition de Chance, se pose des questions. Elle apprend quelques jours plus tard avec Nina par Christine que Chance est parti en mission à l'étranger pour une durée indéterminée et que celui-ci leur a laissé des lettres a chacune. Chance demande a Abby de poursuivre leur projet de fonder une famille. Nina encourage Abby à écouter Chance et à chercher un donneur pour leur futur enfant. Nina et Abby se mettent en quête de trouver un donneur, sans succès final. Un jour, Devon se présente auprès d'Abby et lui suggère l'idée d'être le donneur d'Abby et Chance. Abby finit par accepter la proposition de Devon, malgré l'absence de Chance.

### Dominic, le fils adoptif de Chance
- Après leur mariage, Abby et Chance souhaitent rapidement fonder une famille mais deux choses viennent compliquer leur projet : la fausse-couche d'Abby en 2016 qui ne lui permet pas de porter un autre enfant et les spermatozoïdes de Chance, qui sont trop faibles pour concevoir un enfant. Début février 2021, Chance est appelé pour une mission et accepte de partir. Il demande à Abby de poursuivre leur projet en cherchant un donneur. Rapidement, Devon se propose d'être le donneur et Mariah la mère porteuse.

- Plus les mois passent, moins Abby a de nouvelles de Chance. Le 29 août 2021 naît le fils d'Abby et Chance, qu'elle décide de nommer Dominic Philip Newman Abbott Chancellor. En octobre 2021, elle apprend que Chance a été déclaré mort lors d'une fusillade en Espagne, en retrouvant sa bague mais ne retrouvant pas son corps. De ce fait, Abby pense qu'il est toujours en vie et se rend en Espagne où elle le retrouve, bien vivant mais mal en point. Chance décide de rentrer à Genoa et rencontre enfin son fils Dominic (épisodes diffusés entre avril et juin 2024 sur TF1).

### Mort de Chance Chancellor
Chance meurt, tué par Carter, en sauvant Cane Ashby.